# Dendrophthora excisa
Dendrophthora excisa là một loài thực vật có hoa trong họ Santalaceae. Loài này được Urb. mô tả khoa học đầu tiên năm 1925.